# Фисбек
Фисбек (нем. Visbek) — община в Германии, в земле Нижняя Саксония.
Входит в состав района Фехта. Население составляет 9327 человек (на 31 декабря 2010 года). Занимает площадь 84,06 км².
Коммуна подразделяется на 13 сельских округов.
| Год  | Население |
| ---- | --------- |
| 1990 | 8253      |
| 1995 | 8732      |
| 2000 | 9003      |
| 2005 | 9224      |
| 2010 | 9310      |